# 和地村 (静岡県)
和地村（わじむら）は静岡県の西部、敷知郡・浜名郡に属していた村である。
現在の浜松市中央区北部、東名高速道路の浜松西インターチェンジ周辺にあたる。

## 地理
- 湖沼：浜名湖、庄内湖

## 歴史
- 1889年（明治22年）4月1日 - 町村制の施行により、和地村・東大山村・西大山村が合併して敷知郡和地村が発足。
- 1896年（明治29年）4月1日 - 郡制の施行により所属郡が浜名郡に変更。
- 1956年（昭和31年）9月30日 - 伊佐見村と合併して湖東村が発足。同日和地村廃止。
- 1960年（昭和35年）10月1日 - 湖東村が浜松市に編入。
- 2007年（平成19年）4月1日 - 浜松市が政令指定都市に移行し、旧村域は西区の所属となる。
- 2024年（令和6年）1月1日 - 浜松市の行政区再編に伴い、旧村域が中央区となる。

## 交通

### 道路
現在は東名高速道路の浜松西インターチェンジが所在するが、当時は未開通。